# Hoylake
O farol superior velho
Hoylake é uma cidade costeira dentro do burgo metropolitano de Wirral, Merseyside, Inglaterra.
A cidade está localizada no canto ocidental do norte do Península de Wirral, próximo à cidade de Kirby e do Rio Dee.
No censo do ano 2001, a população de Hoylake era 5.710 de uma população total de 13.042.

## Educação
Hoylake tem a escola independente Kingsmead School, o qual educa garotas e garotos de 2 a 16 anos. E a Hoylake Trinity santa C de E , que é a principal escola primária, que educa a meninos das idades de 3 a 12 anos.

## Desportos
Em Hoylake praticam-se os desportos:
- Golfe
- Rugby
- Natação
- Navegação
- Veículo de vela
- Críquete